# Streptaxidae
Streptaxidae (лат.) — семейство стебельчатоглазых брюхоногих моллюсков (Streptaxoidea, Eupulmonata).

## Распространение
Америка, Африка, Аравийский полуостров, Сейшельские и Маскаренские острова, Южная и Юго-Восточная Азия.

## Описание
Раковина мелкая, у многих видов имеет высоту около 5 мм.
Стрептаксиды обычно узнаваемы по эксцентрической или цилиндрической раковине, а сами моллюски имеют ярко-желтое до красно-оранжевого тело с внешними крючкообразными структурами на пенисе.
Большинство видов Streptaxidae хищники, кроме травоядного Edentulina moreleti. Все представители Streptaxidae имеют хорошо развитую радулу, за исключением Careoradula perelegans, которая является единственным известным наземным брюхоногим моллюском без радулы.
66 видов из семейства Streptaxidae занесены в Красный список IUCN Red List 2010 года.

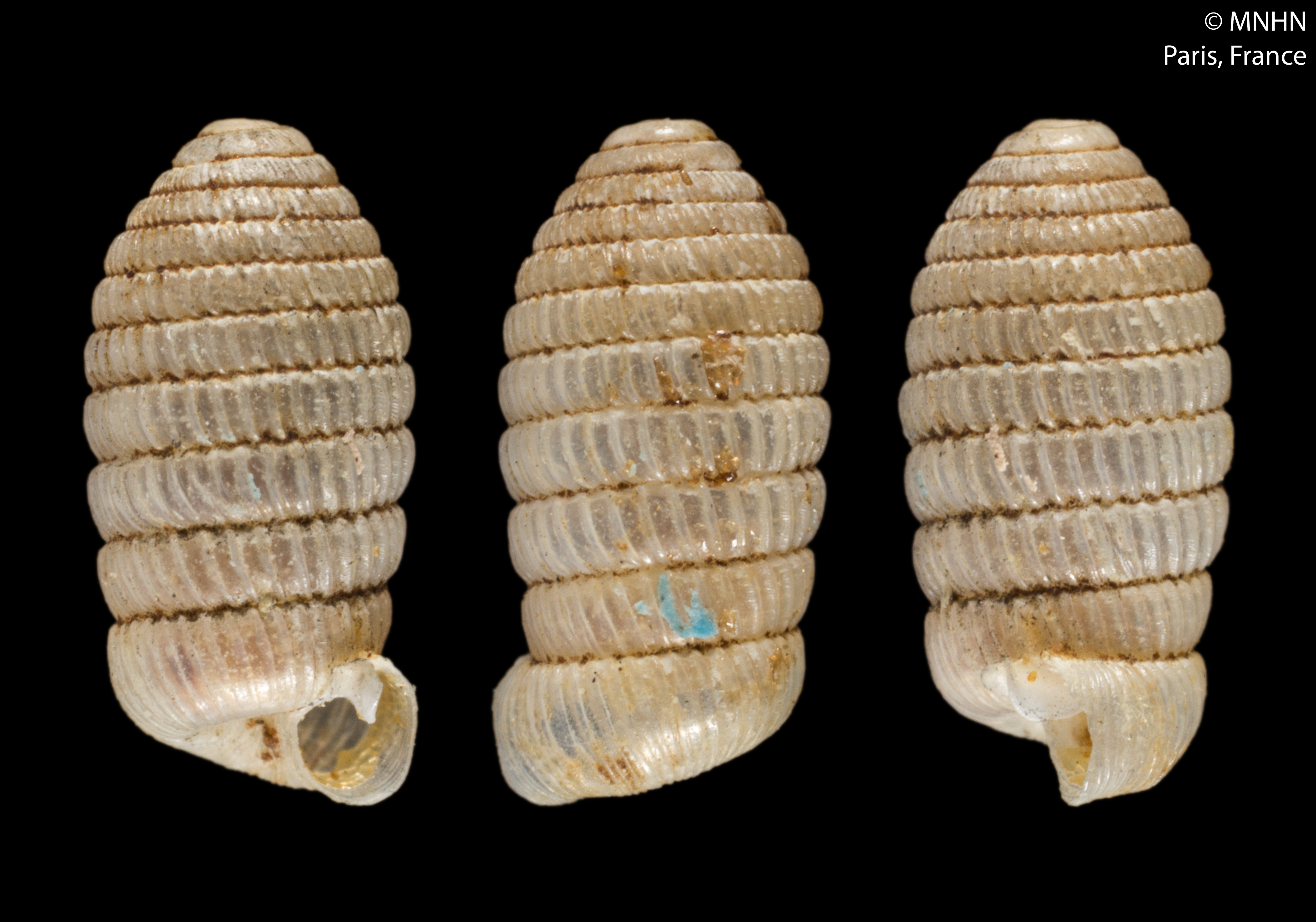
Microstrophia goudoti
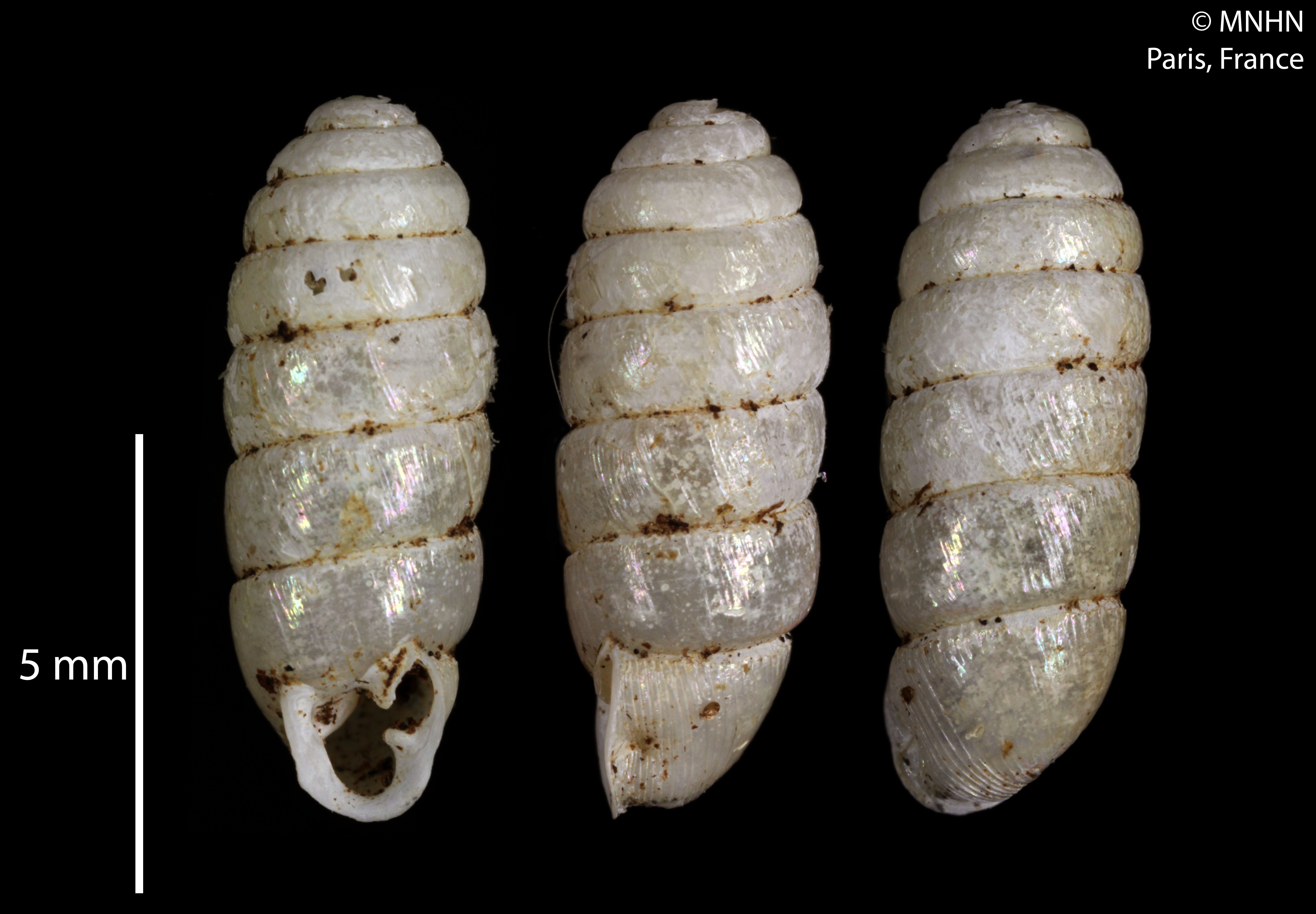
Gulella ambrensis
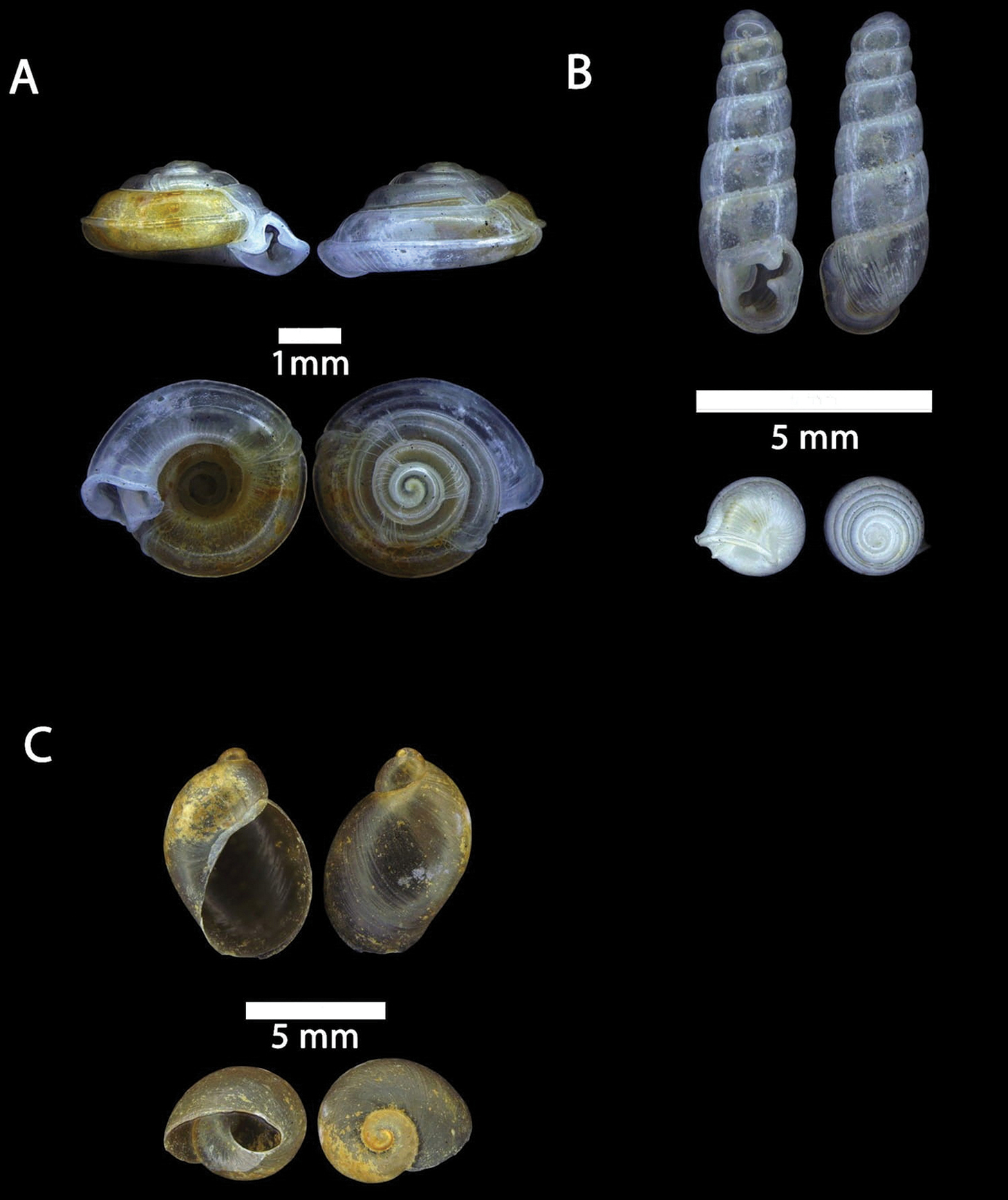
Gulella bicolor

## Систематика
Было описано более 1000 видов, 90 родов и подродов в 7 подсемействах (более 400 таксонов было описано в составе крупнейшего рода Gulella). Семейство долгое время рассматривалось в монотипическом надсемействе Streptaxoidea (Eupulmonata). В 2010 году в этом надсемействе было выделено второе семейство Diapheridae, и включили в него два рода Diaphera и Sinoennea.

### Классификация 2010 года
Streptaxinae
- Afristreptaxis Thiele, 1932
- Carinartemis Siriboon & Panha, 2014
- Discartemon Pfeiffer, 1856[4]
- Edentulina L. Pfeiffer, 1856
- Elma Adams, 1866[4]
- Fischerpietteus Emberton, 2003
- Glyptoconus Möllendorff, 1894[4]
- Haploptychius Kobelt, 1905
- Hypselartemon Wenz, 1947[4][13]
- Indoartemon Forcart, 1946[4]
- Makrokonche Emberton, 1994
- Martinella Jousseaume, 1887[4]
- Micrartemon Möllendorff, 1890[4]
- Nagyelma Páll-Gergely & Hunyadi, 2021
- Odontartemon L. Pfeiffer, 1856
- Oophana Ancey, 1884
- Perrottetia Kobelt, 1905[4]
- Rectartemon Baker, 1925[4]
- Sairostoma Haas, 1938[4]
- Stemmatopsis J. Mabille, 1887[4]
- Streptartemon Kobelt, 1905[4]
- Streptaxis Gray, 1837[4] typus
- Thachia F. Huber, 2018

Enneinae
- Austromarconia van Bruggen & de Winter, 2003
- Avakubia Pilsbry, 1919
- Conogulella Pilsbry, 1919
- Costigulella Pilsbry, 1919
- Dadagulella Rowson & Tattersfield, 2013[14]
- Digulella F. Haas, 1934
- Gulella Pfeiffer, 1856
- Juventigulella Tattersfield, 1998
- Microstrophia Möllendorff, 1887[4]
- Mirellia Thiele, 1933
- Mirigulella Pilsbry & Cockerell, 1933
- Paucidentella Thiele, 1933
- Primigulella Pilsbry, 1919
- Pseudavakubia de Winter & Vastenhout, 2013
- Pseudelma Kobelt, 1904
- Ptychotrema L. Pfeiffer, 1853
- Pupigulella Pilsbry, 1919
- Rhabdogulella F. Haas, 1934
- Silvigulella Pilsbry, 1919
- Sphincterocochlion Verdcourt, 1985
- Sphinctostrema Girard, 1894
- Streptostele Dohrn, 1866[4]
- Tomostele Ancey, 1885

Marconiinae
- Gonaxis J. W. Taylor, 1877
- Marconia Bourguignat, 1889[4]
- Stenomarconia Germain, 1934[4]

Odontartemoninae
- Artemonopsis Germain, 1908[4]
- Lamelliger Ancey, 1884
- Pseudogonaxis Thiele, 1932[4]
- Tayloria Bourguignat, 1889[4]

Orthogibbinae
- Acanthennea Martens, 1898[4] — 1 вид Acanthennea erinacea (Martens, 1898)[5]
- Augustula Thiele, 1931[4] — 1 вид Augustula braueri (Martens, 1898)[5]
- Careoradula Gerlach & van Bruggen, 1999[4] — 1 вид Careoradula perelegans (Martens, 1898)[5]
- Edentulina Pfeiffer, 1856[4]
- Gibbulinella Wenz, 1920[4]
- † Gibbus Montfort, 1810 — Маврикий[4]
- Glabrennea[4]
- Gonaxis Taylor, 1877[4]
- † Gonidomus Swainson, 1840 — Маврикий[4]
- Gonospira Swainson, 1840[4]
- Haploptychius Kobelt, 1905[4]
- Imperturbatia Martens, 1898[4]
- Oophana Ancey, 1884[4]
- Orthogibbus Germain, 1919
- Plicadomus Swainson, 1840[4]
- Priodiscus Martens, 1898[4]
- Pseudelma Kobelt, 1904[4]
- Seychellaxis Schileyko, 2000[4] — 1 вид Seychellaxis souleyetianus (Petit de la Saussaye, 1841)
- Silhouettia Gerlach & van Bruggen, 1999[4][5] — 1 вид Silhouettia silhouettae (Martens, 1898)[5]
- Stereostele Pilsbry, 1919[4] — 1 вид Stereostele nevilli (Adams, 1868)[5]

Без указания подсемейства:
- Aenigmigulella Pilsbry & Cockerell, 1933
- Campolaemus Pilsbry, 1892
- Conturbatia Gerlach, 2001 — 1 вид Conturbatia crenata Gerlach, 2001[15]
- Costigulella Pilsbry, 1919 — ранее в Gulella
- † Goniodomulus Harzhauser & Neubauer in Harzhauser et al., 2016
- Pallgergelyia Thach, 2017
- Parvedentulina Emberton & Pearce, 2000 — Мадагаскар[16]
- † Pfefferiola Harzhauser & Neubauer, 2021
- † Protostreptaxis W. Yü & X.-Q. Zhang, 1982
- Sinistrexcisa De Winter, Gomez & Prieto, 1999:[4] синоним Ptychotrema L. Pfeiffer, 1853

Уточнение:
- Scolodonta Doering, 1875 включался в подсемейство Streptaxinae[4], но род Scolodonta является типовым родом для семейства Scolodontidae[12].